# Chọn lọc ổn định

Sơ đồ mô tả chọn lọc ổn định ở quần thể linh miêu.

Trong sinh học, chọn lọc ổn định là hình thức chọn lọc nhằm củng cố và tăng cường các cá thể có kiểu hình vốn đã thích nghi trong quần thể ban đầu, đồng thời đào thải các kiểu hình cực đoan so với kiểu hình thích nghi.
Hình thức chọn lọc ổn định không thay thế kiểu hình cũ đã thích nghi mà là ổn định kiểu hình này, do đó, kiểu gen quy định kiểu hình thích nghi vẫn tiếp tục chiếm ưu thế trong quần thể, tần số các alen quy định kiểu hình đó có thể tăng lên, còn kiểu hình tương phản với kiểu hình cũ bị đào thải, nên tần số các alen tương ứng giảm.

## Ví dụ
- Ở hình đầu trang mô tả quá trình này xảy ra ở một quần thể linh miêu giả định. Ban đầu (sơ đồ trái), trong quần thể có các cá thể mang bộ lông theo phổ màu từ nhạt đến xẫm là: lông trắng (rất ít), vàng nhạt (nhiều), vàng xẫm (ưu thế), nâu (ít) và đỏ (rất ít). Do áp lực của chọn lọc tiếp tục duy trì, sau một thời gian, số linh miêu trắng và đỏ (hai kiểu hình cực đoan) bị đào thải hết (dấu X trong sơ đồ bên phải), những con lông vàng xẫm không chỉ vẫn chiếm ưu thế, mà còn tăng tỉ lệ, nên tần số alen quy định màu này tăng vọt, còn tần số các alen quy định màu nhạt (trắng, vàng nhạt) và các alen quy định màu xẫm hơn (nâu, đỏ) giảm hoặc không còn.
- Hình thức chọn lọc ổn định đã được biết đến và mô tả từ lâu, nhưng người được xem là sáng lập ra lý thuyết chọn lọc ổn định là nhà sinh học tiến hóa người Nga Ivan Schmalhausen (Ива́н Ива́нович Шмальга́узен), do đã công bố bài báo khoa học đầu tiên về vấn đề này (bằng tiếng Nga) với tựa đề "Chọn lọc ổn định và vị trí của nó trong các yếu tố tiến hóa" (năm 1941), và một chuyên khảo đầy đủ hơn: "Yếu tố tiến hóa: Lý thuyết về chọn lọc ổn định" (năm 1945).[7][8]

Hình 2: Thống kê số lượng cá thể trong quần thể trước (nét mờ) và sau (nét đậm) chon lọc ổn định. Hai mũi tên chỉ hai giá trị cực đoan bị đào thải.

- Khi biểu diễn số lượng cá thể cùng quần thể có các kiểu hình khác nhau như thế trên một đồ thị với trục tung (Y) biểu diễn số cá thể, còn trục hoành (X) biểu diễn "phổ" các kiểu hình, thì ta có đồ thị mà giá trị ưu thế ban đầu (đỉnh đường cong mờ) không chỉ vẫn giữ nguyên mà còn được tăng lên sau chọn lọc (đỉnh của đường cong đậm) như ở hình 2.
- Thuật ngữ "chọn lọc ổn định" dịch từ tiếng Anh stabilizing selection (phiên âm Quốc tế: /ˈsteɪbɪlaɪzɪŋ sɪˈlɛkʃən/) dùng để chỉ hình thức chọn lọc củng cố và tăng cường kiểu hình thích nghi vốn có, chống lại (đào thải/loại bỏ) kiểu hình cực đoan. Thuật ngữ này đã được dùng phổ biến trong sinh học phổ thông Việt Nam là chọn lọc ổn định,[6][9] đôi khi cũng gọi là chọn lọc kiên định.

## Đặc điểm
- Trong thế giới hoang dã, các cá thể mang kiểu hình vốn đã thích nghi thì đều biểu hiện khả năng sống sót tốt, sinh sản nhiều hơn hẳn các cá thể kém thích nghi hơn, nếu môi trường sống của chúng vẫn ổn định. Hiện tượng này không chỉ được phát hiện và được chứng minh nhiều lần trong các quần thể tự nhiên (hoang dã), mà còn đã được chứng minh cả ở trong thực nghiệm.

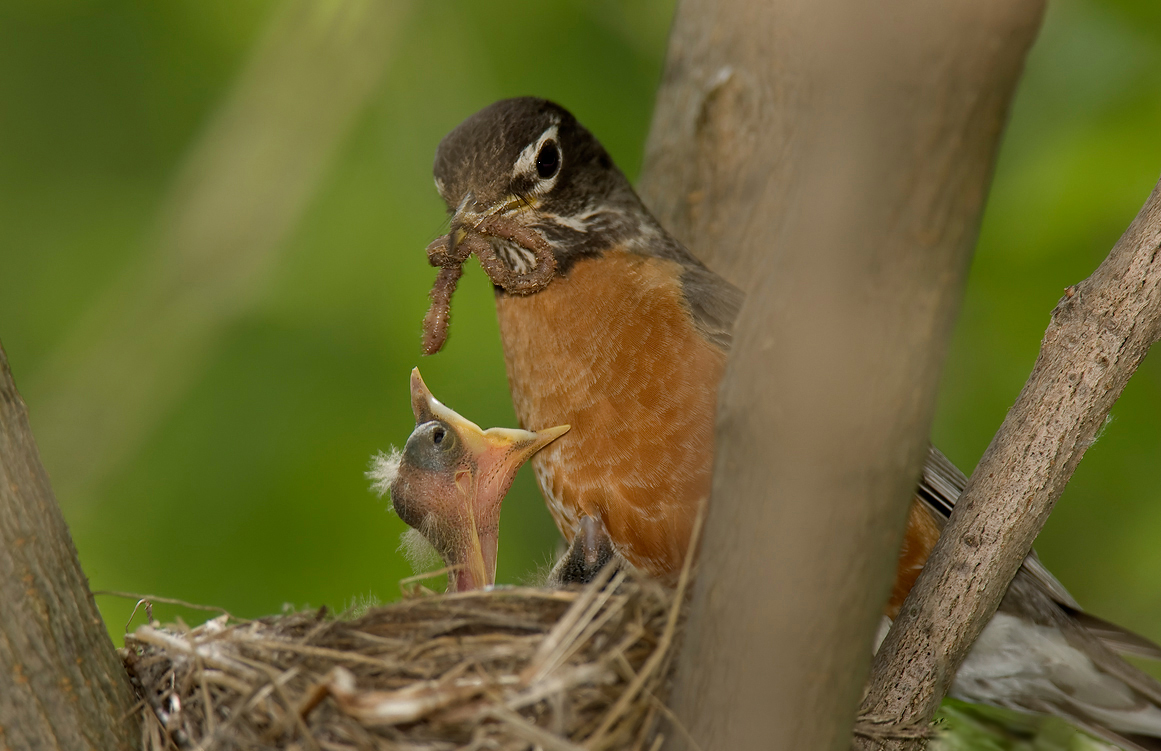
Oanh Mỹ bố cho con ăn

- Chẳng hạn đối với chim oanh Mỹ (Turdus migratorius, đã được dịch là chim cổ đỏ) thì trong quần thể tự nhiên, chúng thường sống thành đôi, làm tổ chung, mỗi con mái có khả năng đẻ từ 0 đến 7 quả trứng mỗi lứa. Tuy nhiên, số tổ có 4 quả trứng mỗi lứa chiếm ưu thế trong quần thể đã điều tra.[10] Sau một thời gian dài, người ta điều tra lại, thì không có tổ nào là không có trứng cũng như nhiều hơn 5 quả trứng. Như vậy, nếu gọi số trứng mỗi lứa là một "kiểu hình", thì "kiểu hình" cực đoan (là 0 và 7) bị đào thải hết, còn "kiểu hình" trung bình (4 quả/lứa) lại càng chiếm ưu thế hơn. Điều này được giải thích là nếu không đẻ trứng được thì không thể "nối dõi tông đường", ngược lại, nếu đẻ quá nhiều trứng, thì ngay cả khi môi trường ổn định, nguồn sống vẫn đầy đủ, nhưng chim bố mẹ cũng không có khả năng kiếm đủ thức ăn và chăm sóc cho quá nhiều chim non được. Do đó, số "kiểu hình" 3 - 4 trứng ngày càng tăng trong quần thể.[4]
- Hầu hết các tính trạng trong kiểu hình mà sinh vật biểu hiện là được mã hóa bởi DNA. Các gen này rõ ràng là chỉ có thể truyền qua sinh sản, bởi thế, các cá thể vốn đã thành công nhờ mang các gen có lợi sẽ tiếp tục gia tăng trong các thế hệ sau. Còn các cá thể mang kiểu hình cực đoan không thành công, không thể ưu thế và thường là bị diệt hết. Do đó, với nguồn sống sẵn có vẫn không đổi, thì chọn lọc tiếp tục tăng cường các alen vốn đã có lợi, tiếp tục thúc đẩy thành công của chúng.
- Chọn lọc ổn định phổ biến trong tự nhiên, tuy nhiên không phải lúc nào quần thể cũng ổn định bởi vì môi trường thường thay đổi, làm quần thể chịu tác động của các yếu tố tiến hoá mà trải qua hình thức chọn lọc tự nhiên khác là chọn lọc định hướng hoặc chọn lọc phân hoá.
- Chọn lọc ổn định cũng có thể xảy ra trong quá trình chọn lọc nhân tạo.[11]
- Đặc điểm cơ bản của hình thức chọn lọc ổn định là:

1. Nội dung: đào thải các cá thể có kiểu hình cực đoan không thích nghi với ngoại cảnh, giữ lại các cá thể có kiểu hình đã thích nghi. Do đó, trị số trung bình S của tính trạng (đỉnh của đường cong trong hình 2) vẫn không đổi mà còn tăng tần số.
2. Điều kiện: quá trình này xảy ra khi ngoại cảnh không hoặc thay đổi ít đáng kể.
3. Kết quả hình thái: tính trạng ban đầu (cũ) vốn thích nghi với ngoại cảnh ban đầu ngày càng phổ biến, số lượng cá thể cực đoan trước đây giảm xuống hẳn.
4. Kết quả di truyền: Tần số alen trong quần thể thay đổi rõ rệt theo hướng alen hoặc tổ hợp các alen quy định kiểu hình cũ vốn đã thích nghi sẽ tăng lên; ngược lại, alen hoặc tổ hợp các alen quy định kiểu hình cực đoan giảm xuống. Do đó, quần thể giảm đa dạng di truyền.[12]

## Các hình thức chọn lọc tự nhiên
Trong thuyết tiến hoá hiện đại cũng như trong di truyền học quần thể ngày nay, người ta phân biệt 3 hình thức chọn lọc trong thế giới hoang dã là:
- Chọn lọc định hướng (directional selection),
- Chọn lọc cân bằng (balancing selection), và
- Chọn lọc phân hoá (disruptive selection).[2][6][11]

Phần dưới đây so sánh và tổng quát hóa ba hình thức này.

### So sánh
1. Chọn lọc định hướng. Như trên đã giới thiệu, hình thức này dịch chuyển giá trị S (sơ đồ 1 ở hình 3), làm S chuyển về trị số cực đoan (+ hoặc -).
2. Chọn lọc ổn định củng cố trị số S, nghĩa là các cá thể có giá trị bằng hoặc xấp xỉ S ngày càng chiếm ưu thế, các cá thể mang trị số cực đoan ngày càng giảm (sơ đồ 2 ở hình 3).
3. Chọn lọc phân hoá biến đổi quần thể ban đầu thành nhiều quần thể có kiểu hình khác nhau, mang các trị số cực đoan (S1 và S2) ngược nhau (sơ đồ 3 ở hình 3).

Trong các hình thức trên, chọn lọc không "biến" tính trạng này thành tính trạng khác theo cách diễn đạt nôm na thông thường, mà là làm tăng hoặc giảm tỉ lệ số cá thể của mỗi kiểu hình trong quần thể: tần số các cá thể mang kiểu gen quy định kiểu hình thích nghi tăng và chiếm ưu thế trong quần thể; ngược lại: tần số các cá thể mang kiểu gen quy định kiểu hình không thích nghi bị giảm hẳn trong quần thể.

### Tóm tắt
| Hình thức: | Chọn lọc định hướng                                                                        | Chọn lọc ổn định                                                                        | Chọn lọc phân hoá                                                               |
| ---------- | ------------------------------------------------------------------------------------------ | --------------------------------------------------------------------------------------- | ------------------------------------------------------------------------------- |
| Nội dung   | Đào thải đặc điểm cũ, thay bằng đặc điểm thích nghi mới, tương phản làm thay đổi trị số S. | Bảo tồn tính trạng trung bình (có trị số S), đào thải giá trị cực đoan so với trị số S. | Đào thải trị số S, củng cố và tăng cường các tính trạng cực đoan xa trung bình. |
| Điều kiện  | Ngoại cảnh thay đổi theo hướng xác định (hiện tượng phổ biến)                              | Ngoại cảnh ổn định (không thay đổi đáng kể) qua nhiều thế hệ.                           | Ngoại cảnh không đồng nhất, phân hoá thành các sinh cảnh khác biệt nhau.        |
| Kết quả    | Thay kiểu hình cũ bằng kiểu hình mới thích nghi hơn                                        | Bảo tồn và tăng cường kiểu hình thích nghi vốn đã có                                    | Phân hóa quần thể ban đầu thành nhiều kiểu hình.                                |

Các đồ thị (1 - 3) ở hình 4 mô tả tổng quát sự khác nhau của ba hình thức chọn lọc này:

Hình 4: Đồ thị đường cong phân bố tần số chuẩn của 3 hình thức chọn lọc. Đường cong màu đỏ (A): phân bố ban đầu - trước chọn lọc; đường cong bao bọc vùng màu xanh (B): phân bố kiểu hình mới sau chọn lọc.

1. Sơ đồ 1 biểu diễn chọn lọc định hướng (chọn lọc vận động): Khi môi trường thay đổi có hướng (mũi tên vàng chỉ sang phải), thì trị số S (đỉnh đường cong) không chỉ tăng, mà còn "chạy" đi (sang hướng mũi tên biểu diễn áp lực của chọn lọc).
2. Sơ đồ 2 biểu diễn chọn lọc ổn định (chọn lọc kiên định): Khi môi trường vẫn duy trì như trước, thì áp lực của chọn lọc vẫn duy trì như trước, thì vị trí của trị số S (đỉnh đường cong) không đổi, nhưng giá trị S tăng: hai mũi tên vàng ngược hướng nhau "ép" vùng phân bố hẹp lại và cao lên, các kiểu hình cực đoan bị đào thải.
3. Sơ đồ 3 biểu diễn chọn lọc phân hoá: Khi môi trường phân hoá (mũi tên vàng chỉ hai hướng ngược nhau), thì kiểu hình cũ bị đào thải, các kiểu hình cực đoan được củng cố và tăng cường. Quần thể xuất hiện hai kiểu hình mới tương phản nhau, mỗi kiểu hình này thích nghi với một hoàn cảnh mới (có hai trị số S: S1 và S2).